# ティト・テバルディ
ティト・テバルディ（Tito Tebaldi、1987年9月23日 - ）は、トップ10、ペトラルカ・パドヴァに所属するラグビーユニオン選手。

## プロフィール
- イタリア・パルマ出身。
- ポジションはスクラムハーフ(SH)。
- 身長 180cm、体重 88kg
- イタリア代表キャップは36（2021年1月現在）でラグビーワールドカップ2019のイタリア代表に選ばれた[1]。

## 略歴
グランパルマ、アイロニ、ゼブレ、オスプリーズ、ハーレクインズを経て、2016年、ベネットンに加入。
2020年、ペトラルカ・パドヴァに加入。